# شلاغ دوناهو
شلاغ دوناهو (انگلیسی: Shelagh Donohoe؛ زادهٔ january ۲۲, ۱۹۶۵ (۶۰ سال)) ورزشکار روئینگ اهل ایالات متحده آمریکا است.
وی در مسابقات کشوری و بین‌المللی در مجموع برندهٔ ۱ مدال نقره شده‌است.